# Darvin Ham
Darvin Ham (né le 23 juillet 1973 à Saginaw, Michigan) est un joueur et entraîneur américain de basket-ball.

## Biographie
Ham évolue avec l'équipe universitaire des Red Raiders de l'université Texas Tech. Il y réalise une action restée célèbre face à North Carolina State en brisant un panneau en effectuant un dunk. Ce dunk fait la couverture du magazine Sports Illustrated.
Il n'est pas drafté à sa sortie de l'université en 1996, mais est recruté par les Nuggets de Denver. Il est transféré en cours de saison aux Pacers de l'Indiana, puis rejoint pour la saison 1997-1998 les Wizards de Washington. Il rejoint la Liga ACB et CB Granada en 1999. Il retrouve la NBA en cours de saison avec les Bucks de Milwaukee chez qui il restera jusqu'en 2002. Pour la saison 2002-2003, il rejoint les Hawks d'Atlanta. Il dispute deux dernières saisons en NBA avec les Pistons de Détroit, jusqu'en 2006. Ham dispute au total huit saisons en NBA, participant par ailleurs au Slam Dunk Contest 1997 et dispute les Finales NBA 2004 avec les Pistons de Détroit. Sa puissance au dunk lui confère le surnom de "Dunkin Darvin" et "Ham Slamwich" de la part de George Blaha (en), le speaker des Pistons.
Le 17 janvier 2006, Ham est recruté par l'équipe de Talk N' Text Phone Pals de la Philippine Basketball Association. 
En 2006, Ham devient consultant pour Fox Sports Southwest lors des matchs de playoffs des Dallas Mavericks. 
Il effectue la présaison 2006 avec les Nets du New Jersey puis chez les Mavericks de Dallas en 2007, Il est drafté en NBA Development League en 2007 par les Albuquerque Thunderbirds. Le 4 avril 2008, les Thunderbirds transfèrent Ham aux Toros d'Austin.
Ham est le fils de Wilmer Jones-Ham, qui est la première femme maire de Saginaw, Michigan de 2001 à 2005.
Après sa carrière de joueur, Ham devient entraîneur. Il est l'adjoint de l'entraîneur Mike Budenholzer aux Bucks de Milwaukee de 2018 à 2022.
Fin mai 2022, il devient le nouvel entraîneur des Lakers de Los Angeles pour quatre saisons.
Les Lakers se qualifient pour les playoffs NBA 2024 via le play-in mais sont éliminés au premier tour par les Nuggets de Denver, les champions en titre. Ham est limogé peu après. Son bilan aux Lakers est de 90 victoires et 74 défaites en saison régulière,.
En juin 2024, Ham rejoint les Bucks de Milwaukee comme entraîneur adjoint.

## Palmarès

### En tant que joueur
- NBA : Champion en 2004 (Pistons de Détroit)

### En tant qu'entraineur

#### Comme entraîneur adjoint
- NBA : Champion en 2021 (Bucks de Milwaukee)
- NBA Cup : Champion en 2024 (Bucks de Milwaukee)

#### Comme entraineur principal
- NBA In-Season Tournament : Vainqueur en 2023 (Lakers de Los Angeles)

## Statistiques en tant qu'entraîneur
| Participation en playoffs |

| Équipe | Année     | Saison régulière | Saison régulière | Saison régulière | Saison régulière | Saison régulière              | Playoffs | Playoffs  | Playoffs | Playoffs | Playoffs                                                     |
| Équipe | Année     | Matchs           | Victoires        | Défaites         | %                | Classement                    | Matchs   | Victoires | Défaites | %        | Résultat                                                     |
| ------ | --------- | ---------------- | ---------------- | ---------------- | ---------------- | ----------------------------- | -------- | --------- | -------- | -------- | ------------------------------------------------------------ |
| Lakers | 2022-2023 | 82               | 43               | 39               | 52,4             | 5e en division Pacifique      | 16       | 8         | 8        | 50,0     | Défaite contre les Nuggets de Denver en finale de conférence |
| Lakers | 2023-2024 | 82               | 47               | 35               | 57,3             | 3e dans la division Pacifique | 5        | 1         | 4        | 20,0     | Défaite au premier tour contre les Nuggets de Denver         |
| Total  | Total     | 164              | 90               | 74               | 54,9             |                               | 21       | 9         | 12       | 42,9     |                                                              |